# Glikoalkaloid
Glikoalkaloidi su familija hemijskih jedinjenja izvedenih iz alkaloida, kojima su dodate šećerne grupe. Nekoliko članova ove grupe je potencijalno toksično. Najpoznatiji su otrovi koji se obično nalaze u biljnim vrstama Solanum dulcamara (Solanaceae).
Prototipni glikoalkaloid je solanin (jedinjenje sa šećerom solanozom i alkaloidom solanidinom), koji je prisutno u krompiru. Alkaloidalna porcija glikoalkaloida se isto tako generički naziva aglikon. Netaknuti glikoalkaloid se slabo apsorbuje iz gastrointestinalnog trakta, mada uzrokuje gastrointestinalnu iritaciju. Aglikon se apsorbuje i smatra se da je utiče na nervni sistem. 
Glikoalkaloidi su tipično gorkog ukusa, i proizvode goruću iritaciju na zadnjem delu usta i sranama jezika kad se jedu. Ajmara narod iz Bolivije koristi ukus da detektuje nivoe glikoalkaloida u paradajzu da bi utvrdili bezbednosti raznih kultigena.
Mada oprema nije rutinski dostupna, detekcija alkaloida u tkivima ili urinu je moguća u kontekstu laboratorijske dijagnoze izlaganja.
Prodaja tretmana baziranog na glikoalkaloidima kompanije Lane Labs USA Inc. za prevenciju raka kože je zabranjena od stane FDA 2004. godine. Slični glikoalkaloidni gelovi su sada u prodaju kao eksfolijanti.